# HM Revenue and Customs
His Majesty's Revenue and Customs (in inglese letteralmente "Entrate e Dogane di Sua Maestà", solitamente abbreviato come HM Revenue and Customs o HMRC) è un dipartimento governativo del Regno Unito responsabile per la riscossione delle 
imposte, il pagamento di alcune forme di sussidi statali e l'amministrazione di altri regimi regolatori incluso il salario minimo nazionale.
L'HMRC fu formato dalla fusione tra l'Inland Revenue e Her Majesty's Customs and Excise che entrò in vigore il 18 aprile 2005. Il logo del dipartimento è la corona di sant'Edoardo racchiusa dentro un cerchio.

## Competenze
Il dipartimento è responsabile per l'amministrazione e la riscossione delle imposte dirette incluse l'imposta sul reddito e l'imposta sulle società, delle imposte sul capitale come l'imposta sulle plusvalenze e l'imposta sulle successioni, delle imposte indirette (inclusa l'imposta sul valore aggiunto), delle accise e dell'imposta di bollo e delle imposte ambientali come la tassa d'imbarco passeggeri (air passenger duty) e il dazio sul cambiamento climatico (climate change levy).
Altre competenze del dipartimento riguardano i contributi della previdenza sociale, la distribuzione degli assegni familiari (child benefits) e di altre forme di sussidio statale come il fondo fiduciario per bambini (Child Trust Fund), i pagamenti delle detrazioni, l'applicazione del salario minimo nazionale, l'amministrazione delle registrazioni anti-riciclaggio di denaro per le imprese di servizi valutari e la raccolta e la pubblicazione delle statistiche sul commercio di beni. La responsabilità per la protezione delle frontiere del Regno Unito passò all'UK Visas and Immigration della UK Border Agency nell'ambito dello Home Office il 1º aprile 2008 e poi all'UK Visas and Immigration nel 2013.
L'HMRC ha due obiettivi globali nell'Accordo di servizio pubblico per il periodo 2008–2011:
- Migliorare la misura in cui gli individui e le imprese pagano le imposte dovute e ricevono i crediti e i pagamenti a cui hanno diritto
- Migliorare le esperienze degli utenti dell'HMRC e l'ambiente imprenditoriale del Regno Unito.

## Organizzazione
L'HMRC dipende direttamente dall'HM Treasury (Ministero delle finanze) e più precisamente dal Sottosegretario al Tesoro (Financial Secretary to the Treasure), attualmente David Gauke.
Dal punto di vista organizzativo, l'HM Revenue and Customs è coordinato da un Direttore generale (Chief Executive), che presiede il Comitato esecutivo. Il Consiglio di amministrazione è composto dai membri del Comitato esecutivo e dai direttori non esecutivi. Il suo ruolo è di sviluppare e approvare la strategia globale dell'HMRC, approvare i piani economici finali e consigliare il Direttore generale sulle questioni principali. Svolge anche un ruolo di garanzia e di consulenza sulle migliori pratiche.
Operativamente, il Dipartimento è articolato in quattro gruppi operativi, ciascuno guidato da un direttore generale. I quattro gruppi operativi sono: Personal Tax, Benefits and Credits, Business Tax ed Enforcement and Compliance. Accanto ai gruppi operativi, ci sono infine cinque gruppi di supporto: Permanent Secretary for Tax group, Chief Finance Officer group, Chief information Officer group, General Counsel and Solicitor group e Chief People Officer group
L'HMRC segue le 2.000 maggiori imprese del Regno Unito attraverso funzionari dedicati, i cosiddetti Customer Relationship Managers (CRM). Le successive 8.400 imprese sono gestite dai Coordinatori dei clienti (Customer Co-ordinators).

## Risultati
L'HMRC riscosse 475,6 miliardi di sterline per il Tesoro nel 2011/12. Alla fine del marzo 2009, l'HMRC stava gestendo 20 milioni di casi "aperti" (dove i sistemi del Dipartimento identificano discrepanze nei dati dei contribuenti o non riescono ad abbinare un versamento a una registrazione) che potevano riguardare circa 4,5 milioni di individui che potrebbero aver pagato imposte in eccesso per un totale di circa 1,6 miliardi di sterline e altri 1,5 milioni di individui che potrebbero aver pagato imposte in difetto per un totale di circa 400 milioni di sterline.
Nel 2007–08 l'HMRC pagò crediti fiscali in eccessi per un valore di 1 miliardo di sterline; alla fine di marzo 2009, aveva 4,4 miliardi di sterline di pagamenti in eccesso da recuperare.